# Véhicule à pile à combustible
Un véhicule à pile à combustible (VPC) ou véhicule électrique à pile à combustible est un véhicule électrique qui utilise une pile à combustible, parfois en combinaison avec une petite batterie ou un supercondensateur, pour alimenter son moteur électrique embarqué.
Les piles à combustible sont alimentées par un carburant qui peut être en particulier l'hydrogène, le méthanol, l'éthanol ou l'acide formique. Ces véhicules ont un bilan carbone faible par rapport aux véhicules à moteur à combustion interne, en particulier suivant le mode de production du carburant alimentant la pile.
Encore assez peu développé, ce type de véhicule est en concurrence pour son plus faible niveau d'émission de dioxyde de carbone avec le véhicule électrique et le véhicule hybride électrique. Son bilan carbone est en particulier dépendant, comme le véhicule électrique, du mode de production de la source d'énergie : électricité ou carburant alimentant respectivement la batterie ou la pile à combustible.
Il existe différents types de véhicules.

## Voiture à hydrogène
Le véhicule à hydrogène est en 2022 le type de véhicule à pile à combustible le plus développé. La pile à combustible n'émet pas de CO2, cependant l'utilisation de l'hydrogène présente aussi de nombreux inconvénients. En particulier l'hydrogène nécessite l'installation d'un nouveau réseau de distribution coûteux,,. De plus les risques d'explosion sont non négligeables. Si la pile n'émet pas de CO2, elle ne s'inscrit dans un cycle décarboné que dans la mesure où l'hydrogène est « vert » ou « jaune » et non obtenu par reformage, comme c'est le cas par exemple en 2021 de 95 % de l'hydrogène produit en France.

## Voiture au méthanol
Des prototypes basés sur une pile à combustible au méthanol existent,. Le méthanol comme l'éthanol présentent l'avantage de pouvoir être intégrés facilement dans le réseau de distribution de carburant existant en 2020. La pile émet du CO2, mais en contrepartie la capture du CO2 pour la production de méthanol est un domaine en pleine expansion,,, qui produit un carburant dont le coût de production brut est inférieur à celui de l'essence selon un projet pilote réalisé à Xi'an en Chine. Le coût du méthanol obtenu par captation du CO2 serait voisin du prix moyen de vente de l'essence en 2020. En Allemagne, le coût de production du méthanol ainsi produit pourrait atteindre la parité réseau vers 2030-2035. Il est actuellement de 1 €/L. En appliquant une fiscalité égale à celle de l'éthanol (0,12 €/L), on peut en 2021, constater que le prix de vente du méthanol obtenu par captation du CO2 serait comparable au km parcouru à celui de l'essence (consommation de 10 L/100 km pour le méthanol pour 7 L/100 km en moyenne pour une voiture à essence). Cet écart pourrait également croitre suivant la fiscalité de taxation du carbone mise en place, le méthanol produisant nettement moins de CO2 que l'essence par km parcouru. La technologie pourrait donc s'intégrer dans un cycle faible en carbone au même titre que la voiture à hydrogène et à un coût global probablement inférieur à l'hydrogène : distribution et stockage plus économiques pour le méthanol[réf. nécessaire].
Le méthanol peut aussi coexister avec des véhicules thermiques alimentés par ce carburant. Celui-ci est ainsi déjà utilisé dans les voitures de course ou en Chine, et le sera aussi à partir de 2022 par le constructeur Porsche. L'utilisation du méthanol permet par ailleurs par rapport à l'essence une réduction de 70 % du CO2 émis.

## Voiture à l'éthanol
Un prototype basé sur une pile à l'éthanol a été mis au point en particulier par Nissan avec son modèle eBio SOFC,. La pile émet du CO2, mais il existe par ailleurs des recherches sur les procédés de captation du CO2 et sa transformation en éthanol, même si les techniques paraissent moins avancées que pour le méthanol. L'éthanol présente l'avantage, comme le méthanol, de pouvoir être intégré facilement dans le réseau de distribution de carburant existant au début de 2020. Le carburant est par ailleurs déjà utilisé pour les véhicules thermiques qui émettent en moyenne 60 % de moins de CO2, que ceux à essence.

## Véhicules à l'acide formique
Des prototypes existent basés sur une pile à l'acide formique,.

## Vidéographie
Sur YouTube :
1. ↑  (en) « Reformed methanol fuel cells – enabling the methanol vision » [vidéo], H2FCHannover, 27 avril 2017 (consulté le 19 mai 2021).
2. ↑  « Europe's first methanol filling station » [vidéo] (consulté le 19 août 2021).
3. ↑  « ETL technology transforms CO2 and renewable energy into fuels and chemicals » [vidéo] (consulté le 17 août 2021).
4. ↑  « Converting CO2 into Renewable Methanol – Carbon recycling International » [vidéo] (consulté le 17 août 2021).
5. ↑  « Methanol and Transportation » [vidéo] (consulté le 22 août 2021).
6. ↑  (en) « Car autonomy and consumption, 6min » [vidéo], Palcan Energy Corporation: Hydrogen and Methanol, 2020.
7. ↑  « Nissan eBio SOFC » [vidéo] (consulté le 22 août 2021).
8. ↑  (en) « Nano-spike catalysts convert carbon dioxide directly into ethanol » [vidéo], Laboratoire national d'Oak Ridge, 12 octobre 2016 (consulté le 19 mai 2021).